# Korongou
Korongou, également appelé Kouroungou ou Kouloungou, est une localité située dans le département de Piéla de la province de la Gnagna dans la région Est au Burkina Faso.

## Géographie
Korongou est situé à 19 km à l'Est de Piéla.

## Santé et éducation
Le centre de soins le plus proche de Korongou est le centre de santé et de promotion sociale (CSPS) de Piéla.